# Göktürk-1
Göktürk-1 – turecki satelita rozpoznawczy, zbudowany na zlecenie tureckiego ministerstwa obrony przez włoską spółkę Telespazio we współpracy z firmą Turkish Aerospace Industries.

## Historia
13 lipca 2009 Ministerstwo Obrony Turcji podpisało umowę z firmą Telespazio (spółką joint-venture firm Finmeccanica i Thales Group) na budowę satelity. Umowa obejmowała m.in. zaimplementowanie systemów optycznych bazujących na tych z satelitów Pleiades, a także budowę centrum montażowego dla satelitów o masie do 5000 kg. Wartość umowy oszacowano na ponad 250 mln euro.
Budowie i wystrzeleniu satelity sprzeciwiały się władze Izraela, obawiając się, że zdjęcia terytorium państwa izraelskiego pozyskane za pomocą satelity Göktürk-1 mogą trafić w niepowołane ręce. Ponadto izraelskie firmy były dostawcami kluczowych części dla systemu elektrooptycznego satelity. Strona izraelska zażądała od firmy Thales Group, aby Göktürk-1 został zbudowany tak, by nie był zdolny do wykonywania obrazów podczas przelotu nad terytorium Izraela.
W odpowiedzi na działania Izraela rząd turecki zażądał, aby satelita był zdolny do rejestrowania każdego żądanego obszaru. Strona francuska początkowo odrzucała te żądania, jednak  później zaakceptowała je pod groźbą wstrzymania zapłaty za usługę ze strony Turcji.
Ostatecznie Göktürk-1 wystartował na pokładzie rakiety Vega z Gujańskiego Centrum Kosmicznego 5 grudnia 2016 o 13:51 UTC.

## Opis
Satelita jest oparty na platformie Proteus, dostarczanej przez Thales Alenia Space. Instrumenty optyczne satelity o rozdzielczości 0,8 m mają być wykorzystywane do obserwacji dowolnego miejsca na Ziemi z orbity. Oprócz działań militarnych ma również być stosowany w celach cywilnych, takich jak tworzenie map, ochrona środowiska czy zarządzanie kryzysowe. Okres rewizyty satelity trwa około 3 dni.